# Sintetička inteligencija
Sintetička inteligencija (SI) je alternativni/suprotan termin za veštačku inteligenciju koji naglašava da inteligencija mašina ne mora biti imitacija ili na bilo koji način veštačka; to može biti pravi oblik inteligencije. Džon Haugeland predlaže analogiju sa simuliranim dijamantima i sintetičkim dijamantima — samo je sintetički dijamant zaista dijamant. Sintetičko znači ono što je proizvedeno sintezom, kombinovanjem delova u celinu; kolokvijalno, ljudska verzija onoga što je prirodno nastalo. „Sintetička inteligencija“ bi stoga bila ili bi izgledala ljudski napravljena, ali ne bi bila simulacija.

## Definicija
Taj termin je Haugeland upotrebio 1986. da opiše istraživanje veštačke inteligencije do te tačke, koje je nazvao „dobra staromodna veštačka inteligencija“ ili „GOFAI“. Prva generacija istraživača veštačke inteligencije čvrsto je verovala da će njihove tehnike dovesti do stvarne, čovekolike inteligencije u mašinama. Posle prve zime veštačke inteligencije, mnogi istraživači veštačke inteligencije preusmerili su svoj fokus sa veštačke opšte inteligencije na pronalaženje rešenja za specifične pojedinačne probleme, kao što je mašinsko učenje, pristup koji neki popularni izvori nazivaju „slaba veštačka inteligencija“ ili „primenjena AI“.
Termin „sintetička veštačka inteligencija“ sada ponekad koriste istraživači na terenu da odvoje svoj rad (koristeći podsimbolizam, pojavu, psi-teoriju ili druge relativno nove metode za definisanje i stvaranje „prave“ inteligencije) od prethodnih pokušaja, posebno onih GOFAI ili slabe AI.

## Literatura
- Dennett, Daniel (1978), Brainstorms: Philosophical Essays on Mind and Psychology, The MIT Press, ISBN 978-0-262-54037-7.
- Dijkstra, Edsger (1986), Science fiction and science reality in computing
- Haugeland, John (1985), Artificial Intelligence: The Very Idea, Cambridge, Massachusetts: MIT Press, ISBN 978-0-262-08153-5.
- Law, Diane (1994), Searle, Subsymbolic Functionalism and Synthetic Intelligence (PDF).
- McDermott, Drew (14. 5. 1997), „How Intelligent is Deep Blue”, New York Times, Архивирано из оригинала 4. 10. 2007. г., Приступљено 8. 12. 2007.
- Russell, Stuart J.; Norvig, Peter (2003), Artificial Intelligence: A Modern Approach (2nd изд.), Upper Saddle River, New Jersey: Prentice Hall, ISBN 0-13-790395-2.
- Poole, David; Mackworth, Alan; Goebel, Randy (1998), Computational Intelligence: A Logical Approach, New York: Oxford University Press, стр. 1.
- Searle, John (1980), „Minds, Brains and Programs”, Behavioral and Brain Sciences, 3 (3): 417—457, S2CID 55303721, doi:10.1017/S0140525X00005756, Архивирано из оригинала 23. 8. 2000. г..
- Barr, Avron; Feigenbaum, Edward A. (1981). The Handbook of artificial intelligence, volume 1. Stanford, CA; Los Altos, CA: HeurisTech Press; William Kaufmann. ISBN 978-0-86576-004-2.
- Barr, Avron; Feigenbaum, Edward A. (1982). The Handbook of artificial intelligence, volume 2. Stanford, CA; Los Altos, CA: HeurisTech Press; William Kaufmann. ISBN 978-0-86576-006-6.
- Cohen, Paul R.; Feigenbaum, Edward A. (1982). The Handbook of artificial intelligence, volume 3. Stanford, CA; Los Altos, CA: HeurisTech Press; William Kaufmann. ISBN 978-0-86576-007-3.
- Barr, Avron; Cohen, Paul R.; Feigenbaum, Edward A. (Edward Albert) (1989). Handbook of artificial intelligence, volume 4. Reading, MA: Addison Wesley. ISBN 978-0-201-51731-6.
- „ORAC synthetic database developed by Leeds group”. Chemometrics and Intelligent Laboratory Systems. 4 (3): 183. септембар 1988. ISSN 0169-7439. doi:10.1016/0169-7439(88)80089-3.

## Spoljašnje veze
- Artificial Intelligence на веб-сајту  (језик: енглески)
- What Is AI? – An introduction to artificial intelligence by John McCarthy—a co-founder of the field, and the person who coined the term.
- „Artificial Intelligence”. Internet Encyclopedia of Philosophy.
- Thomason, Richmond. „Logic and Artificial Intelligence”.  Ур.: Zalta, Edward N. Stanford Encyclopedia of Philosophy.
- Difference between AI and SI[мртва веза]